# Eoguttulina
Eoguttulina es un género de foraminífero bentónico de la subfamilia Polymorphininae, de la familia Polymorphinidae, de la superfamilia Polymorphinoidea, del suborden Lagenina y del orden Lagenida. Su especie-tipo es Eoguttulina anglica. Su rango cronoestratigráfico abarca desde el Rhaetiense (Triásico superior) hasta el Albiense (Cretácico inferior).

## Discusión
Clasificaciones previas incluían Eoguttulina en la superfamilia Nodosarioidea.

## Clasificación
Eoguttulina incluye a las siguientes especies:
- Eoguttulina aculeolata †
- Eoguttulina althi †
- Eoguttulina amygdalina †
- Eoguttulina anderyi †
- Eoguttulina anglica †
- Eoguttulina axilla †
- Eoguttulina bifida †
- Eoguttulina bulgella †
- Eoguttulina dobrogiaca †
- Eoguttulina fusus †
- Eoguttulina gracilis †
- Eoguttulina karlaensis †
- Eoguttulina kreidleri †
- Eoguttulina oolithica †
- Eoguttulina ovigera †
- Eoguttulina paalzowi †
- Eoguttulina palomerensis †
- Eoguttulina pila †
- Eoguttulina planatus †
- Eoguttulina polygona †
- Eoguttulina pseudocruciata †
- Eoguttulina szentgali †
- Eoguttulina tenuicosta †
- Eoguttulina vaga †
- Eoguttulina witoldi †

Otras especies consideradas en Eoguttulina son:
- Eoguttulina mironovi, de posición genérica incierta
- Eoguttulina permiana, de posición genérica incierta
- Eoguttulina pisiformis, de posición genérica incierta